# Jens Maigaard
Jens Maigaard (ur. 10 grudnia 1938 we Frederiksbergu, zm. 5 sierpnia 2018) – duński polityk i nauczyciel, deputowany Folketingetu i poseł do Parlamentu Europejskiego.

## Życiorys
Syn handlarza S. P. Maigaarda. Ukończył szkołę średnią, a w 1965 kurs z zakresu nauczania historii prowadzony na Uniwersytecie Kopenhaskim. Pracował w wyuczonym zawodzie jako nauczyciel przedmiotów społecznych w gimnazjum. Był także członkiem władz kooperatyw z różnych branż i publicystą prasowym, zaangażowany również w ruch antynuklearny.
Zaangażował się w działalność polityczną w ramach Socjalistycznej Partii Ludowej, zasiadał we władzach krajowych partii i młodzieżówki. Należał do rady gminy Albertslund, a w latach 1971–1977 był posłem do Folketingetu. Od grudnia 1973 do sierpnia 1977 oddelegowany do Parlamentu Europejskiego, pozostawał niezrzeszony. W latach 80. przeszedł do Socialdemokraterne.